# KBO 리그 월간 MVP
KBO 리그 월간 MVP는 KBO가 정규 시즌 중인 4월부터 9월까지 매월마다 최고의 활약을 보인 선수에게 수여하는 상이다. 2005년에는 투수와 타자 1명에게 각각 수상하였지만 1년만에 중단하였고 이후 2010년부터는 투타에서 1명만 수상하는 방식으로 부활하여 지금까지 수상하고 있다.

## 수상자 목록
| 연도 | 월       | 수상자            | 소속팀        | 포지션                                              | 기록                                                  | 비고                                                 | 각주   |
| ---- | -------- | ----------------- | ------------- | --------------------------------------------------- | ----------------------------------------------------- | ---------------------------------------------------- | ------ |
| 2005 | 4월      | 손민한            | 롯데 자이언츠 | 투수                                                | 5경기 4승 1패, 평균자책점 3.24, 탈삼진 20개           | 시즌 MVP                                             | [ 1 ]  |
| 2005 | 4월      | 이대호            | 롯데 자이언츠 | 1루수                                               | 24경기 타율 0.264, 5홈런, 28타점                      |                                                      | [ 1 ]  |
| 2005 | 5월      | 배영수            | 삼성 라이온즈 | 투수                                                | 6경기 5승 무패, 평균자책점 1.10, 탈삼진 33개          |                                                      | [ 2 ]  |
| 2005 | 5월      | 박용택            | LG 트윈스     | 외야수                                              | 24경기 타율 0.394, 4홈런, 22타점                      |                                                      | [ 2 ]  |
| 2005 | 6월      | 박명환            | 두산 베어스   | 투수                                                | 5경기 3승 무패, 평균자책점 1.82, 탈삼진 30개          |                                                      | [ 3 ]  |
| 2005 | 6월      | 이호준            | SK 와이번스   | 1루수                                               | 24경기 타율 0.333, 11홈런, 25타점                     |                                                      | [ 3 ]  |
| 2005 | 7월      | 크루즈            | SK 와이번스   | 투수                                                | 6경기 4승 무패, 평균자책점 1.73, 탈삼진 21개          |                                                      | [ 4 ]  |
| 2005 | 7월      | 이진영            | SK 와이번스   | 외야수                                              | 22경기 타율 0.349, 4홈런, 29안타, 23타점              |                                                      | [ 4 ]  |
| 2005 | 8월      | 오승환            | 삼성 라이온즈 | 투수                                                | 11경기 3승 무패 4세이브, 평균자책점 0.00, 탈삼진 28개 |                                                      | [ 5 ]  |
| 2005 | 8월      | 이진영            | SK 와이번스   | 외야수                                              | 19경기 타율 0.329, 8홈런, 25안타, 21타점              |                                                      | [ 5 ]  |
| 2005 | 9월      | 리오스            | 두산 베어스   | 투수                                                | 4경기 3승 무패, 평균자책점 0.64, 탈삼진 22개          |                                                      | [ 6 ]  |
| 2005 | 9월      | 김태균            | 한화 이글스   | 1루수                                               | 18경기 타율 0.371, 5홈런, 23안타, 13타점              |                                                      | [ 6 ]  |
| 2010 | 4월      | 카도쿠라          | SK 와이번스   | 투수                                                | 6경기 6승 무패, 평균자책점 1.98, 탈삼진 39개          |                                                      | [ 7 ]  |
| 2010 | 5월      | 류현진            | 한화 이글스   | 투수                                                | 4경기 3승 1패, 평균자책점 1.41, 탈삼진 35개           |                                                      | [ 8 ]  |
| 2010 | 6월      | 이대호            | 롯데 자이언츠 | 3루수                                               | 24경기 타율 0.389, 12홈런, 33타점, 23득점             | 시즌 MVP                                             | [ 9 ]  |
| 2010 | 7월      | 류현진            | 한화 이글스   | 투수                                                | 5경기 4승 무패, 평균자책점 0.90, 탈삼진 35개          |                                                      | [ 10 ] |
| 2010 | 8월      | 이대호            | 롯데 자이언츠 | 3루수                                               | 22경기 타율 0.338, 12홈런, 32타점, 21득점             | 시즌 MVP                                             | [ 11 ] |
| 2010 | 9월      | 송승준            | 롯데 자이언츠 | 투수                                                | 4경기 3승 무패, 평균자책점 1.48, 탈삼진 21개          |                                                      | [ 12 ] |
| 2011 | 4월      | 박용택            | LG 트윈스     | 외야수                                              | 23경기 타율 0.346, 6홈런, 20타점, 23득점              |                                                      | [ 13 ] |
| 2011 | 5월      | 이병규            | LG 트윈스     | 외야수                                              | 25경기 타율 0.400, 7홈런, 25타점, 18득점              |                                                      | [ 14 ] |
| 2011 | 6월      | 가르시아          | 한화 이글스   | 외야수                                              | 14경기 타율 0.259, 6홈런, 23타점, 9득점               |                                                      | [ 15 ] |
| 2011 | 7월      | 윤석민            | KIA 타이거즈  | 투수                                                | 5경기 5승 무패, 평균자책점 0.73, 탈삼진 41개          | 시즌 MVP                                             | [ 16 ] |
| 2011 | 8월      | 최형우            | 삼성 라이온즈 | 외야수                                              | 23경기 타율 0.329, 6홈런, 19타점, 13득점              |                                                      | [ 17 ] |
| 2011 | 9월      | 오승환            | 삼성 라이온즈 | 투수                                                | 8경기 8세이브, 평균자책점 1.13, 탈삼진 12개           |                                                      | [ 18 ] |
| 2012 | 4월      | 정성훈            | LG 트윈스     | 3루수                                               | 16경기 타율 0.310, 7홈런, 16타점                      |                                                      | [ 19 ] |
| 2012 | 5월      | 박병호            | 넥센 히어로즈 | 1루수                                               | 27경기 타율 0.313, 7홈런, 28타점                      | 시즌 MVP                                             | [ 20 ] |
| 2012 | 6월      | 박석민            | 삼성 라이온즈 | 3루수                                               | 24경기 타율 0.388, 8홈런, 23타점                      |                                                      | [ 21 ] |
| 2012 | 7월      | 최형우            | 삼성 라이온즈 | 외야수                                              | 17경기 타율 0.328, 6홈런, 17타점                      |                                                      | [ 22 ] |
| 2012 | 8월      | 이호준            | SK 와이번스   | 1루수                                               | 22경기 타율 0.324, 5홈런, 20타점                      |                                                      | [ 23 ] |
| 2012 | 9월      | 서재응            | KIA 타이거즈  | 투수                                                | 6경기 3승 무패, 평균자책점 0.00, 탈삼진 22개          |                                                      | [ 24 ] |
| 2013 | 4월      | 양현종            | KIA 타이거즈  | 투수                                                | 5경기 4승 무패, 평균자책점 1.17, 25탈삼진             |                                                      | [ 25 ] |
| 2013 | 5월      | 옥스프링          | 롯데 자이언츠 | 투수                                                | 6경기 5승 무패, 평균자책점 2.72, 41탈삼진             |                                                      | [ 26 ] |
| 2013 | 6월      | 손민한            | NC 다이노스   | 투수                                                | 4경기 3승 무패, 평균자책점 0.77, 8탈삼진              |                                                      | [ 27 ] |
| 2013 | 7월      | 최형우            | 삼성 라이온즈 | 외야수                                              | 18경기 타율 0.278, 9홈런, 21타점                      |                                                      | [ 28 ] |
| 2013 | 8월      | 손아섭            | 롯데 자이언츠 | 외야수                                              | 21경기 타율 0.451, 2홈런, 15타점, 15득점              |                                                      | [ 29 ] |
| 2013 | 9월      | 박병호            | 넥센 히어로즈 | 1루수                                               | 18경기 타율 0.353, 11홈런, 28타점, 16득점             | 시즌 MVP                                             | [ 30 ] |
| 2014 | 4월      | 유희관            | 두산 베어스   | 투수                                                | 5경기 3승 무패, 평균자책점 2.04, 23탈삼진             |                                                      | [ 31 ] |
| 2014 | 5월      | 박병호            | 넥센 히어로즈 | 1루수                                               | 24경기 타율 0.321, 14홈런, 27타점, 26득점             |                                                      | [ 32 ] |
| 2014 | 6월      | 찰리              | NC 다이노스   | 투수                                                | 5경기 3승 2패, 평균자책점 1.71, 23탈삼진              | 노히트노런 달성                                      | [ 33 ] |
| 2014 | 7월      | 강정호            | 넥센 히어로즈 | 유격수                                              | 17경기 타율 0.418, 7홈런, 20타점, 21득점              |                                                      | [ 34 ] |
| 2014 | 8월      | 강정호            | 넥센 히어로즈 | 유격수                                              | 21경기 타율 0.425, 9홈런, 24타점, 18득점              |                                                      | [ 35 ] |
| 2014 | 9-10월   | 수상자 없음       | 수상자 없음   | 수상자 없음                                         | 수상자 없음                                           | 수상자 없음                                          | [ 36 ] |
| 2015 | 4월      | 안영명            | 한화 이글스   | 투수                                                | 10경기 4승 무패, 평균자책점 1.69, 22탈삼진            |                                                      | [ 37 ] |
| 2015 | 5월      | 이호준            | NC 다이노스   | 1루수                                               | 25경기 타율 0.355, 9홈런, 33안타, 34타점, 11득점      |                                                      | [ 38 ] |
| 2015 | 6월      | 김태균            | 한화 이글스   | 1루수                                               | 22경기 타율 0.405, 9홈런, 30안타, 34타점, 15득점      |                                                      | [ 39 ] |
| 2015 | 7월      | 박병호            | 넥센 히어로즈 | 1루수                                               | 20경기 타율 0.357, 10홈런, 30안타, 31타점, 17득점     |                                                      | [ 40 ] |
| 2015 | 8월      | 해커              | NC 다이노스   | 투수                                                | 5경기 5승 무패, 평균자책점 0.97, 탈삼진 37개          |                                                      | [ 41 ] |
| 2015 | 9월      | 정의윤            | SK 와이번스   | 외야수                                              | 26경기 타율 0.422, 9홈런, 38안타, 23타점, 24득점      |                                                      | [ 42 ] |
| 2016 | 4월      | 니퍼트            | 두산 베어스   | 투수                                                | 5경기 5승 무패, 평균자책점 3.07, 43탈삼진             | 시즌 MVP                                             | [ 43 ] |
| 2016 | 5월      | 김재환            | 두산 베어스   | 외야수                                              | 25경기 타율 0.372, 10홈런, 35안타, 28타점, 19득점     |                                                      | [ 44 ] |
| 2016 | 6월      | 최승준            | SK 와이번스   | 1루수                                               | 26경기 타율 0.337, 11홈런, 28안타, 24타점, 18득점     |                                                      | [ 45 ] |
| 2016 | 7월      | 양현종            | KIA 타이거즈  | 투수                                                | 5경기 3승 1패, 평균자책점 1.87, 탈삼진 26개           |                                                      | [ 46 ] |
| 2016 | 8월      | 유희관            | 두산 베어스   | 투수                                                | 5경기 5승 무패, 평균자책점 3.06, 탈삼진 27개          |                                                      | [ 47 ] |
| 2016 | 9월      | 최형우            | 삼성 라이온즈 | 외야수                                              | 23경기 타율 0.435, 8홈런, 37안타, 27타점, 17득점      |                                                      | [ 48 ] |
| 2017 | 4월      | 맨쉽              | NC 다이노스   | 투수                                                | 6경기 6승 무패, 평균자책점 1.69, 34탈삼진             |                                                      | [ 49 ] |
| 2017 | 5월      | 최형우            | KIA 타이거즈  | 외야수                                              | 26경기 타율 0.330, 9홈런, 31안타, 19타점, 16득점      |                                                      | [ 50 ] |
| 2017 | 6월      | 켈리              | SK 와이번스   | 투수                                                | 5경기 5승 무패, 평균자책점 1.80, 탈삼진 35개          |                                                      | [ 51 ] |
| 2017 | 7월      | 양현종            | KIA 타이거즈  | 투수                                                | 5경기 4승 무패, 평균자책점 2.78, 탈삼진 31개          | 시즌 MVP                                             | [ 52 ] |
| 2017 | 7월      | 김재환            | 두산 베어스   | 외야수                                              | 20경기 타율 0.434, 9홈런, 33안타, 24타점, 21득점      |                                                      | [ 52 ] |
| 2017 | 8월      | 손아섭            | 롯데 자이언츠 | 외야수                                              | 27경기 타율 0.368, 9홈런, 39안타, 24타점, 33득점      |                                                      | [ 53 ] |
| 2017 | 9월      | 레일리            | 롯데 자이언츠 | 투수                                                | 4경기 4승 무패, 평균자책점 3.33, 23탈삼진             |                                                      | [ 54 ] |
| 2018 | 4월      | 유한준            | kt 위즈       | 외야수                                              | 29경기 0.447, 9홈런, 46안타, 29타점, 21득점           | 기자단, 팬 투표 1위                                  | [ 55 ] |
| 2018 | 5월      | 정우람            | 한화 이글스   | 투수                                                | 12경기 1승 무패 11세이브, 평균자책점 0.77, 9탈삼진    | 기자단, 팬 투표 1위                                  | [ 56 ] |
| 2018 | 6월      | 김재환            | 두산 베어스   | 외야수                                              | 26경기 타율 0.430, 14홈런, 46안타, 36타점, 26득점     | 시즌 MVP, 기자단 투표 2위(1위 후랭코프), 팬 투표 1위 | [ 57 ] |
| 2018 | 7월      | 로맥              | SK 와이번스   | 1루수                                               | 21경기 타율 0.387, 9홈런, 29안타, 23타점, 14득점      | 기자단 투표 3위(1위 로하스), 팬 투표 1위             | [ 58 ] |
| 2018 | 8월      | 박병호            | 넥센 히어로즈 | 1루수                                               | 13경기 타율 0.400, 7홈런, 20안타, 21타점, 11득점      | 기자단 투표 2위(1위 이정후), 팬 투표 1위             | [ 59 ] |
| 2018 | 9월      | 한동민            | SK 와이번스   | 외야수                                              | 24경기 타율 0.340, 12홈런, 32안타, 26타점, 19득점     | 기자단, 팬 투표 1위                                  | [ 60 ] |
| 2019 | 4월      | 윌슨              | LG 트윈스     | 투수                                                | 7경기 47.2이닝, 4승, 평균자책점 0.57, 32탈삼진        | 기자단, 팬 투표 1위                                  | [ 61 ] |
| 2019 | 5월      | 양현종            | KIA 타이거즈  | 투수                                                | 6경기 41이닝, 4승, 평균자책점 1.10, 44탈삼진          | 기자단, 팬 투표 1위                                  | [ 62 ] |
| 2019 | 6월      | 최정              | SK 와이번스   | 3루수                                               | 25경기 타율 0.447, 10홈런, 34안타, 26타점, 22득점     | 기자단, 팬 투표 1위                                  | [ 63 ] |
| 2019 | 7월      | 린드블럼          | 두산 베어스   | 투수                                                | 4경기 24이닝, 4승, 평균자책점 2.25, 27탈삼진          | 기자단, 팬 투표 1위                                  | [ 64 ] |
| 2019 | 8월      | 양현종            | KIA 타이거즈  | 투수                                                | 5경기 35.1이닝, 3승, 평균자책점 0.51, 29탈삼진        | 기자단, 팬 투표 1위                                  | [ 65 ] |
| 2019 | 9월      | 페게로            | LG 트윈스     | 지명타자                                            | 21경기 타율 0.321 6홈런 26안타 24타점 6득점           | 기자단,팬 투표 1위                                   | [ 66 ] |
| 2020 |          |                   |               |                                                     |                                                       |                                                      |        |
| 5월  | 구창모   | NC 다이노스       | 투수          | 5경기 35 이닝, 타율 0.66 7홈런 탈삼진 38            | 기자단,팬 투표 1위                                    | [ 67 ]                                               |        |
| 6월  | 로하스   | kt 위즈           | 외야수        | 25경기 타율 0.347 35홈런 11안타 25 득점             |                                                       | [ 68 ]                                               |        |
| 7월  | 허경민   | 두산 베어스       | 3루수         | 22경기 타율 0.494 41홈런 12 득점                    | 기자단,팬 투표 1위                                    | [ 69 ]                                               |        |
| 8월  | 소형준   | kt 위즈           | 투수          | 5경기, 28 1/3 이닝, 4승, 평균자책점 1.57, 24 탈삼진 |                                                       | [ 70 ]                                               |        |
| 9월  | 양의지   | NC 다이노스       | 포수          | 25 경기 타율 0.367, 36홈런, 8타점, 32득점           |                                                       | [ 71 ]                                               |        |
| 10월 | 알칸타라 | 두산 베어스       | 투수          |                                                     |                                                       | [ 72 ]                                               |        |
| 2021 | 4월      | 원태인            | 삼성 라이온즈 | 투수                                                | 5 경기, 31 이닝, 평균자책점 1.16, 36 탈삼진           |                                                      | [ 73 ] |
| 2021 | 5월      | 이정후            | 키움 히어로즈 | 외야수                                              | 22경기, 타율 0.451, 1홈런, 득점 21                    | 기자단,팬 투표 1위                                   | [ 74 ] |
| 2021 | 6월      | 소형준            | kt위즈        | 투수                                                | 4경기, 24 이닝, 평균자책점 0.75, 19 탈삼진            | 기자단,팬 투표 1위                                   | [ 75 ] |
| 2021 | 7-8월    | 백정현            | 삼성 라이온즈 | 투수                                                | 6경기, 38 2/3 이닝, 평균자책점 1.16, 35 탈삼진        |                                                      | [ 76 ] |
| 2021 | 9월      | 고영표            | kt 위즈       | 투수                                                | 4 경기, 33.3 이닝, 평균자책점 0.27, 19 탈삼진         |                                                      | [ 77 ] |
| 2021 | 10월     | 미란다            | 두산 베어스   | 투수                                                | 5경기 2승 무패, 평균자책점 1.78, 40 탈삼진            |                                                      | [ 78 ] |
| 2022 | 4월      | 한동희            | 롯데 자이언츠 | 내야수                                              | 24경기, 타율 0.427, 7홈런, 16득점                     |                                                      |        |
| 2022 | 5월      | 소크라테스 브리토 | 기아 타이거즈 | 외야수                                              | 106경기, 타율 0.415, 5홈런, 28득점                    |                                                      |        |
| 2022 | 6월      | 이정후            | 키움 히어로즈 | 외야수                                              | 117경기, 타율 0.392, 8홈런, 19득점                    |                                                      |        |
| 2022 | 7월      | 이창진            | 기아 타이거즈 | 외야수                                              | 101경기, 타율 0.301, 7홈런, 56득점                    |                                                      |        |
| 2022 | 8월      | 양의지            | NC 다이노스   | 포수                                                | 19경기, 타율 0.488, 6홈런, 15득점                     |                                                      |        |
| 2022 | 9월      | 이정후            | 키움 히어로즈 | 외야수                                              | 103경기, 타율 0.418, 4홈런, 19득점                    |                                                      |        |
| 2023 | 4월      | 나균안            | 롯데 자이언츠 | 투수                                                | 5경기 4승 무패, 평균자책 1.34, 29 탈삼진              |                                                      |        |
| 2023 | 5월      | 박동원            | LG 트윈스     | 포수                                                | 23경기, 타율 0.333, 9홈런, 25타점, 14득점             |                                                      |        |
| 2023 | 6월      | 최정              | SSG           | 3루수                                               | 24경기, 타율 0.360, 11홈런, 23득점, 27타점            |                                                      |        |
| 2023 | 7월      | 노시환            | 한화 이글스   | 1루수                                               | 15경기, 타율 0.298, 6홈런, 11득점, 14타점             |                                                      |        |
| 2023 | 8월      | 윌리엄 쿠에바스   | kt 위즈       | 투수                                                | 5경기 4승 무패, 평균자책점 0.50, 37 탈삼진            |                                                      |        |
| 2023 | 9월      | 에릭 페디         | NC 다이노스   | 투수                                                | 4경기 3승 무패, 평균자책점 0.66, 40 탈삼진            |                                                      |        |
| 2024 | 3-4월    | 김도영            | 기아타이거즈  | 3루수                                               | 31경기, 타율 0.338, 10홈런, 29득점, 26타점            | 시즌 MVP, 기자단, 팬 투표 1위                        |        |
| 2024 | 5월      | 곽빈              | 두산베어스    | 투수                                                | 5경기, 4승 무패, 평균자책점 1.48, 29 탈삼진           | 기자단 투표 1위, 팬 투표 2위(1위 김진성)             |        |
| 2024 | 6월      | 김도영            | 기아타이거즈  | 3루수                                               | 24경기, 타율 0.352, 8홈런, 27득점, 21타점             | 시즌 MVP, 기자단 투표 3위(1위 김혜성), 팬 투표 1위   |        |
| 2024 | 7월      | 강민호            | 삼성라이온즈  | 포수                                                | 20경기, 타율 0.408, 11홈런, 16득점, 26타점            | 기자단 투표 1위, 팬 투표 2위(1위 김도영)             |        |
| 2024 | 8월      | 오스틴 딘         | LG트윈스      | 1루수                                               | 24경기, 타율 0.367, 9홈런, 22득점, 35타점             | 기자단 투표 1위, 팬 투표 2위(1위 제임스 네일)        |        |

## 같이 보기
- KBO MVP
- 일본 프로 야구 월간 MVP